# Single Top 100-jaarlijst
De Single Top 100-jaarlijst is een hitlijst die aan het eind van het jaar wordt samengesteld. Tot en  met 1978 werd het overzicht samengesteld op basis van het behaalde aantal punten. Vanaf 1978 stelt Dutch Charts (voorheen: Intomart BV) een overzicht samen van de bestverkochte (en later ook meest gedownloade en gestreamde) liedjes van het afgelopen jaar. Van 1970 tot en met april 2004 zonden respectievelijk Hilversum 3, Radio 3 en NPO 3FM de jaarlijst van de voorgangers van de Single Top 100 uit. In dat jaar kwam er vanaf 1 mei 2004 een splitsing tussen de Mega Top 100 (voortaan: B2B Single Top 100) en de Mega Top 50, waarvan de samenstellers op 3FM eind 2005 voortaan een eigen jaarlijst gingen samenstellen op basis van puntenaantallen. Vanaf 1 mei 2004 wordt de Single Top 100 niet meer uitgezonden op de radio.
De weeklijst heeft in de loop der tijd verschillende namen gehad:
| Van              | Tot              | Naam van hitlijst                                  |
| ---------------- | ---------------- | -------------------------------------------------- |
| 24 mei 1969      | 3 april 1971     | Hilversum 3 Top 30                                 |
| 3 april 1971     | 29 juni 1974     | Daverende Dertig (ook wel: Daverende 30)           |
| 29 juni 1974     | 10 juni 1978     | Nationale Hitparade (Top 30)                       |
| 10 juni 1978     | 28 februari 1987 | Nationale Hitparade (Top 50)                       |
| 28 februari 1987 | 16 december 1989 | Nationale Hitparade Top 100                        |
| 16 december 1989 | 31 januari 1993  | Nationale Top 100                                  |
| 7 februari 1993  | 7 maart 1993     | Top 50                                             |
| 7 maart 1993     | 28 december 1996 | Mega Top 50                                        |
| 4 januari 1997   | 28 december 2002 | Mega Top 100                                       |
| 1 mei 2004       | heden            | B2B Single Top 100 / 3FM Mega Top 50 / Mega Top 30 |

## 1970–1978
Samenstelling op basis van het behaalde aantal punten per jaar:
- nummer 1 krijgt 30 punten
- nummer 2 krijgt 29 punten
- nummer 30 krijgt 1 punt

## 1978–heden
Samenstelling aanvankelijk alleen in op basis van de verkoopcijfers, later ook airplay en streaming.

## Uitzending
De Top 100 jaarlijst is uitgezonden door de NOS van 1970 t/m 1984, door Veronica i.s.m. de TROS in 1994 en door de TROS van 1985 t/m 1991 en van 1995 t/m 2013. In 1992 en 1993 is er geen Top 100 jaaroverzicht van de publieke hitlijst uitgezonden. Vanaf 1 januari 2015 wordt de volledige Top 100 jaarlijst niet meer uitgezonden, wél wordt sinds 2016 in de laatste week van het jaar tijdens de reguliere uren van de hitlijst het Mega Top 50/Mega Top 30 jaaroverzicht op NPO 3FM uitgezonden.
| Jaar | Artiest                                           | Titel                                                  | Hoogste positie | Weken | Op basis van                                               | Uitzending (omroep)                 | Presentatoren |
| ---- | ------------------------------------------------- | ------------------------------------------------------ | --------------- | ----- | ---------------------------------------------------------- | ----------------------------------- | --- |
| 1964 | Adamo                                             | Vous permettez, monsieur?                              | 1 (11 wk)       | 23    | TvT T10 (punten)                                           | niet uitgezonden                    | – |
| 1965 | The Beatles                                       | Help!                                                  | 1 (3 wk)        | 18    | TvT T10 (punten)                                           | niet uitgezonden                    | – |
| 1966 | Nancy Sinatra                                     | These Boots Are Made for Walkin'                       | 1 (5 wk)        | 15    | Parool Top 20 (punten)                                     | niet uitgezonden                    | – |
| 1967 | Scott McKenzie                                    | San Francisco (Be Sure to Wear Flowers in Your Hair)   | 1 (3 wk)        | 15    | Parool Top 20 (punten)                                     | 31 december 1967 (VARA)             | Herman Stok |
| 1968 | Heintje                                           | Ich bau' dir ein Schloss                               | 1 (7 wk)        | 18    | Parool Top 20 (punten)                                     | niet uitgezonden                    | – |
| 1969 | Serge Gainsbourg & Jane Birkin                    | Je t'aime... moi non plus                              | 2               | 23    | Parool Top 20+H3 Top 30 (punten)                           | niet uitgezonden                    | – |
| 1970 | Golden Earring                                    | Back Home                                              | 1 (5 wk)        | 19    | H3 Top 30 (punten)                                         | 25 december 1970 (NOS)              | Joost den Draaijer, Felix Meurders, Jan Corduwener                                                                   |
| 1971 | Les Poppys                                        | Non, non, rien n'a changé                              | 1 (1 wk)        | 17    | Daverende 30 (punten)                                      | 31 december 1971 (NOS)              | Felix Meurders, Joost den Draaijer, Jan Corduwener, Vincent van Engelen, Eddy Becker, Herman Stok, Hugo van Gelderen |
| 1972 | Middle of the Road                                | Sacramento (A Wonderful Town)                          | 1 (5 wk)        | 15    | Daverende 30 (punten)                                      | 31 december 1972 (NOS)              | Felix Meurders, Vincent van Engelen                                                                                  |
| 1973 | Sharif Dean                                       | Do You Love Me?                                        | 1 (4 wk)        | 16    | Daverende 30 (punten)                                      | 26 december 1973 (NOS)              | Felix Meurders, Vincent van Engelen                                                                                  |
| 1974 | George McCrae                                     | Rock Your Baby                                         | 1 (8 wk)        | 17    | Nationale Hitparade (punten)                               | 25 december 1974 (NOS)              | Joost den Draaijer, Tineke de Nooij                                                                                  |
| 1975 | George Baker Selection                            | Paloma Blanca                                          | 1 (4 wk)        | 13    | Nationale Hitparade (punten)                               | 31 december 1975 (NOS)              | Joost den Draaijer, Tineke de Nooij                                                                                  |
| 1976 | ABBA                                              | Dancing Queen                                          | 1 (7 wk)        | 14    | Nationale Hitparade (punten)                               | 29 december 1976 (NOS)              | Felix Meurders, Joost den Draaijer                                                                                   |
| 1977 | Long Tall Ernie and the Shakers                   | Do You Remember                                        | 1 (4 wk)        | 15    | Nationale Hitparade (punten)                               | 28 december 1977 (NOS)              | Felix Meurders, Joost den Draaijer                                                                                   |
| 1978 | Boney M.                                          | Rivers of Babylon/Brown Girl in the Ring               | 1 (11 wk)       | 22    | Nationale Hitparade (verkoop)                              | 31 december 1978 (NOS)              | Felix Meurders, Frits Spits, Peter Holland                                                                           |
| 1979 | Art Garfunkel                                     | Bright Eyes                                            | 1 (6 wk)        | 16    | Nationale Hitparade (verkoop)                              | 30 december 1979 (NOS)              | Felix Meurders, Frits Spits, Peter Holland                                                                           |
| 1980 | Barbra Streisand                                  | Woman in Love                                          | 1 (7 wk)        | 13    | Nationale Hitparade (verkoop)                              | 25-28 december 1980 (NOS)           | Felix Meurders |
| 1981 | Anita Meyer                                       | Why Tell Me, Why                                       | 1 (7 wk)        | 17    | Nationale Hitparade (verkoop)                              | 25-31 december 1981 (NOS)           | Felix Meurders |
| 1982 | Nicole                                            | Ein bißchen Frieden / Een beetje vrede                 | 1 (4 wk)        | 12    | Nationale Hitparade (verkoop)                              | 26 december 1981 t/m 1 januari 1982 | Tom Blomberg |
| 1983 | The Shorts                                        | Comment ça va                                          | 1 (5 wk)        | 15    | Nationale Hitparade (verkoop)                              | 24-31 december 1983                 | Frits Spits, Tom Blomberg                                                                                            |
| 1984 | Danny de Munk                                     | Ik voel me zo verdomd alleen                           | 1 (4 wk)        | 19    | Nationale Hitparade (verkoop)                              | 24-31 december 1984                 | Tom Blomberg, Frits Spits                                                                                            |
| 1985 | USA for Africa                                    | We Are the World                                       | 1 (9 wk)        | 16    | Nationale Hitparade (verkoop)                              | 26 december 1985 (TROS)             | Ferry Maat, Tom Mulder, Ad Roland                                                                                    |
| 1986 | Europe                                            | The Final Countdown                                    | 1 (6 wk)        | 20    | Nationale Hitparade (verkoop)                              | 25 december 1986 (TROS)             | Ferry Maat, Jeroen Soer                                                                                              |
| 1987 | Piet Veerman                                      | Sailin' Home                                           | 1 (4 wk)        | 205   | Nationale Hitparade (verkoop)                              | 24 december 1987 (TROS)             | Martijn Krabbé, Jeroen Soer                                                                                          |
| 1988 | Womack & Womack                                   | Teardrops                                              | 1 (7 wk)        | 14    | Nationale Hitparade (verkoop)                              | 29 december 1988 (TROS)             | Martijn Krabbé, Daniël Dekker                                                                                        |
| 1989 | Kaoma                                             | Lambada                                                | 1 (4 wk)        | 19    | Nationale Hitparade (verkoop)                              | 28 december 1989 (TROS)             | Martijn Krabbé, Peter Teekamp                                                                                        |
| 1990 | Sinéad O'Connor                                   | Nothing Compares 2 U                                   | 1 (7 wk)        | 19    | Nationale Hitparade (verkoop)                              | 27 december 1990 (TROS)             | Martijn Krabbé, Daniël Dekker, Peter Teekamp, Karel van Cooten, Rob van Someren                                      |
| 1991 | Bryan Adams                                       | (Everything I Do) I Do It for You                      | 1 (12 wk)       | 26    | Nationale Hitparade (verkoop)                              | 26 december 1991 (TROS)             | Daniël Dekker, Peter Teekamp, Karel van Cooten                                                                       |
| 1992 | Guns N' Roses                                     | Knockin' on Heaven's Door                              | 1 (4 wk)        | 22    | Nationale Hitparade (verkoop)                              | niet uitgezonden                    | – |
| 1993 | René Klijn                                        | Mr. Blue                                               | 1 (6 wk)        | 19    | Mega Top 50 (verkoop)                                      | niet uitgezonden                    | – |
| 1994 | Marco Borsato                                     | Dromen zijn bedrog                                     | 1 (13 wk)       | 19    | Mega Top 50 (verkoop)                                      | 31 december 1994 (TROS/Veronica)    | Gijs Staverman, Rob Stenders, Edwin Diergaarde, Edwin Evers,                                                         |
| 1995 | Guus Meeuwis & Vagant                             | Het is een nacht... (Levensecht)                       | 1 (8 wk)        | 22    | Mega Top 50 (verkoop)                                      | 30 december 1995 (TROS)             | Daniël Dekker, Rob van Someren, Thorvald de Geus, Hanno Dik                                                          |
| 1996 | The Fugees                                        | Killing Me Softly                                      | 1 (7 wk)        | 17    | Mega Top 50 (verkoop)                                      | 28 december 1996 (TROS)             | Daniël Dekker, Rob van Someren, Thorvald de Geus, Hanno Dik                                                          |
| 1997 | Elton John                                        | Candle in the Wind                                     | 1 (7 wk)        | 14    | Mega Top 100 (verkoop)                                     | 27 december 1997 (TROS)             | Daniël Dekker, Rob van Someren, Thorvald de Geus, Hanno Dik, Patrick Kicken                                          |
| 1998 | Céline Dion                                       | My Heart Will Go On                                    | 1 (11 wk)       | 28    | Mega Top 100 (verkoop)                                     | 26 december 1998 (TROS)             | Edwin Diergaarde, Rob van Someren, Patrick Kicken                                                                    |
| 1999 | Lou Bega                                          | Mambo No. 5 (A Little Bit Of...)                       | 1 (7 wk)        | 28    | Mega Top 100 (verkoop)                                     | 26 december 1999 (TROS)             | Daniël Dekker, Edwin Diergaarde, Patrick Kicken, Peter Plaisier                                                      |
| 2000 | Jody Bernal                                       | Que sí, que no                                         | 1 (15 wk)       | 28    | Mega Top 100 (verkoop)                                     | 30 december 2000 (TROS)             | Daniël Dekker, Edwin Diergaarde, Patrick Kicken                                                                      |
| 2001 | Starmaker                                         | Damn (I Think I Love You)                              | 1 (5 wk)        | 15    | Mega Top 100 (verkoop)                                     | 29 december 2001 (TROS)             | Daniël Dekker, Edwin Diergaarde, Patrick Kicken                                                                      |
| 2002 | Las Ketchup                                       | The Ketchup Song (Aserejé)                             | 1 (10 wk)       | 19    | Mega Top 100 (verkoop)                                     | 28 december 2002 (TROS)             | Daniël Dekker, Edwin Diergaarde, Corné Klijn                                                                         |
| 2003 | Jamai                                             | Step Right Up                                          | 1 (7 wk)        | 18    | Mega Top 100 (verkoop)                                     | 27 december 2003 (TROS)             | Daniël Dekker, Edwin Diergaarde, Corné Klijn                                                                         |
| 2004 | O-Zone                                            | Dragostea din tei                                      | 1 (11 wk)       | 32    | Single Top 100 (verkoop)                                   | 26 december 2004 (TROS)             | Daniël Dekker, Edwin Diergaarde, Corné Klijn                                                                         |
| 2005 | Artiesten voor Azië                               | Als je iets kan doen                                   | 1 (4 wk)        | 12    | Single Top 100 (verkoop)                                   | niet uitgezonden                    | - |
| 2006 | Marco Borsato                                     | Rood                                                   | 1 (11 wk)       | 33    | Single Top 100 (verkoop)                                   | niet uitgezonden                    | - |
| 2007 | André Hazes en Gerard Joling                      | Blijf bij mij (Dit zijn voor mij de allermooiste uren) | 1 (12 wk)       | 27    | Single Top 100 (verkoop)                                   | niet uitgezonden                    | - |
| 2008 | Amy MacDonald                                     | This is the life                                       | 1 (5 wk)        | 38    | Single Top 100 (verkoop)                                   | niet uitgezonden                    | - |
| 2009 | Lisa Lois                                         | Hallelujah                                             | 1 (10 wk)       | 32    | Single Top 100 (verkoop en legale streams)                 | niet uitgezonden                    | - |
| 2010 | Yolanda Be Cool & DCUP                            | We no speak Americano                                  | 1 (7 wk)        | 24    | Single Top 100 (verkoop en legale streams)                 | niet uitgezonden                    | - |
| 2011 | Adele                                             | Rolling in the deep                                    | 1 (3 wk)        | 52    | Single Top 100 (verkoop en legale streams)                 | niet uitgezonden                    | - |
| 2012 | Michel Teló                                       | Ai se eu te pego!                                      | 1 (7 wk)        | 38    | Single Top 100 (verkoop en legale streams)                 | niet uitgezonden                    | - |
| 2013 | Avicii                                            | Wake me up                                             | 1 (11 wk)       | 21    | Single Top 100 (verkoop, leg.downl.+muziekstreams)         | niet uitgezonden                    | - |
| 2014 | John Legend                                       | All of me                                              | 1 (5 wk)        | 51    | Single Top 100 (verkoop, legale downloads + muziekstreams) | niet uitgezonden                    | - |
| 2015 | OMI                                               | Cheerleader                                            | 1 (10 wk)       | 51    | Single Top 100 (verkoop, legale downloads + muziekstreams) | niet uitgezonden                    | - |
| 2016 | Drake feat. Wizkid & Kyla                         | One Dance                                              | 1 (14 wk)       | 36    | Single Top 100 (verkoop, legale downloads + muziekstreams) | niet uitgezonden                    | - |
| 2017 | Ed Sheeran                                        | Shape of You                                           | 1 (12 wk)       | 50    | Single Top 100 (verkoop, legale downloads + muziekstreams) | niet uitgezonden                    | - |
| 2018 | Calvin Harris & Dua Lipa                          | One Kiss                                               | 1 (6 wk)        | 37    | Single Top 100 (verkoop, legale downloads + muziekstreams) | niet uitgezonden                    | - |
| 2019 | Kris Kross Amsterdam, Maan & Tabitha feat. Bizzey | Hij is van mij                                         | 1 (7 wk)        | 52    | Single Top 100 (verkoop, legale downloads + muziekstreams) | niet uitgezonden                    | - |
| 2020 | The Weeknd                                        | Blinding Lights                                        | 1 (7 wk)        | 53    | Single Top 100 (verkoop, legale downloads + muziekstreams) | niet uitgezonden                    | - |
| 2021 | Snelle & Maan                                     | Blijven slapen                                         | 1 (3 wk)        | 43    | Single Top 100 (verkoop, legale downloads + muziekstreams) | niet uitgezonden                    | - |
| 2022 | Kris Kross Amsterdam x Antoon x Sigourney K       | Vluchtstrook                                           | 2               | 52    | Single Top 100 (verkoop, legale downloads + muziekstreams) | niet uitgezonden                    | - |
| 2023 | Libianca                                          | People                                                 | 1 (3 wk)        | 50    | Single Top 100 (verkoop, legale downloads + muziekstreams) | niet uitgezonden                    | - |
| 2024 | Joost Klein                                       | Europapa                                               | 1 (7 wk)        | 36    | Single Top 100 (verkoop, legale downloads + muziekstreams) | niet uitgezonden                    | - |